# Trudovói (Kíyevskoye, Krymsk, Krasnodar)
Trudovói (del ruso: Трудовой) es un selo del raión de Krymsk del krai de Krasnodar, en Rusia. Está situado en la orilla derecha del Adagum, de la cuenca del Kubán, 16 km al noroeste de Krymsk y 87 km al oeste de Krasnodar.
Pertenece al municipio Kíyevskoye.